# Sustjepan
Sustjepan falu Horvátországban, Dubrovnik-Neretva megyében. Közigazgatásilag Dubrovnik községhez tartozik. 

## Fekvése
A Dubrovnik városától légvonalban 2, közúton 4 km-re északra a Dubrovniki tengermelléken, az Adria-parti főút mentén, Mokošicával átellenben, a Rijeka dubrovačka déli partján, a Srđ-hegy nyugati lejtőin fekszik. 

## Története
Az itt élt első ismert nép az illírek voltak, akik az i. e. 2. évezredtől fogva éltek itt magaslatokon épített erődített településeken és kövekből rakott halomsírokba temetkeztek. Az illírek i. e. 35-ig uralták a térséget, amikor Octavianus hadai végső győzelmet arattak felettük. A Nyugatrómai Birodalom bukása után 493-tól a keleti gótok uralták a területet. 535-ben Dalmáciával együtt a Bizánci Császárság uralma alá került. A horvátok ősei a 7. században érkeztek Dalmáciába és csakhamar megalapították első településeiket. Ezek elsőként a termékeny mező melletti, ivóvízzel rendelkező helyeken alakultak ki. Rijeka dubrovačka déli partvidéke Knežica és Šumet településekkel együtt már a 10. század közepén a Raguzai Köztársasághoz tartozott. 
A Raguzai Köztársaság bukása után 1806-ban Dalmáciával együtt ez a térség is a köztársaságot legyőző franciák uralma alá került, de Napóleon bukása után 1815-ben a berlini kongresszus Dalmáciával együtt a Habsburgoknak ítélte. 1857-ben 216, 1910-ben 170 lakosa volt. 1918-ban az új szerb-horvát-szlovén állam, majd később Jugoszlávia része lett. Sustjepan kulcsfontosságú szerepet töltött be Dubrovnik városának védelmében. A délszláv háború során 1991. október 1-jén kezdődött a jugoszláv hadsereg (JNA) támadása a Dubrovniki tengermellék ellen. Az ellenséges erők egészen a szomszédos Čajkovići faluig nyomultak előre. A súlyos harcok során a Jakša Hodak vezette kis számú védősereg elszántsága meghiúsította a támadók sorozatos kísérleteit a Dubrovnik területére való behatolásra. A település három oldalról be volt kerítve és csak éjszaka, nagy körültekintéssel lehetett megközelíteni. A harcok során egymást követték a gránáttámadások és a gyalogsági rohamok, melyek során több háza teljesen kiégett. A legnagyobb támadás 1991. december 6-án érte Sustjepant, az ennek során elesett védők emlékére építették a temetőben álló Szent Miklós kápolnát. A házak közül néhánynak a homlokzata ma is viseli a háborús sérüléseket. A horvát hadsereg a slanoi felszabadító hadművelet során 1992. május 26-án verte ki a JNA egységeit és a szerb szabadcsapatokat a település  környékéről. A háború után rögtön elkezdődött az újjáépítés. A településnek 2011-ben 323 lakosa volt, akik főként turizmussal, vendéglátással, halászattal foglalkoztak. 

## Népesség
| Lakosság változása | Lakosság változása | Lakosság változása | Lakosság változása | Lakosság változása | Lakosság változása | Lakosság változása | Lakosság változása | Lakosság változása | Lakosság változása | Lakosság változása | Lakosság változása | Lakosság változása | Lakosság változása | Lakosság változása | Lakosság változása |
| ------------------ | ------------------ | ------------------ | ------------------ | ------------------ | ------------------ | ------------------ | ------------------ | ------------------ | ------------------ | ------------------ | ------------------ | ------------------ | ------------------ | ------------------ | ------------------ |
| 1857               | 1869               | 1880               | 1890               | 1900               | 1910               | 1921               | 1931               | 1948               | 1953               | 1961               | 1971               | 1981               | 1991               | 2001               | 2011               |
| 216                | 165                | 176                | 174                | 197                | 170                | 174                | 271                | 205                | 207                | 233                | 288                | 316                | 158                | 335                | 323                |

## Nevezetességei
- A Szent István templom[4] a Rijeka dubrovačka környékének legrégibb temploma. A korabeli krónikák szerint Stjepan Miroslav király alapította, amikor 948-ban feleségével Margaritával Raguzába látogatott. Építése mindenképpen a 10. században történt. A mai templom némileg magasabb az eredetinél amelyet 1869-ben Szent István ünnepén egy tűzvész rongált meg. A tűzben a templom egész belső tere megsemmisült, mely után megmagasítva építették újjá. Ekkor épült a sekrestye is.

- A Szent Antal kápolna 1906-ban épült fogadalomból a helyiek adományaiból. Az Adria-parti főút építésekor le kellett bontani, mely után 1965-ben a mai helyén építették újjá.

- A Szent Miklós templom szintén fogadalomból épült a temetőben 2002-ben az 1991-ben a honvédő harcok során elesett hősök emlékére.

- A Stay-nyaraló épületkomplexuma[5] a Rijeka dubrovačka bal partján, Batahovina területén található. A palota kertje kapcsolódik a szomszédos Bunić-Kaboga nyaralóhoz. A kerítésfallal határolt komplexum belsejében a főépületet, amely az egész terület elülső részében helyezkedik el, arzenál és kápolna köti össze. A nyaralót kert veszi körül, amely illeszkedik a tájhoz. Az épületegyüttes 16. század második felében épült az érett reneszánsz stílusában. A nyaraló egésze a Dubrovnik környéki építészet egyik legjelentősebb példája, amely a 19. században és a 20. század hajnalán számos átépítésen ment át, és különösen az 1963-as útépítés érintette.

- A Restić-nyaraló[6] a falu legkeletibb szélén található. Az északi főhomlokzat Ombla felé néz, az azenált és a teraszt 1963-ban elpusztító út pedig közvetlenül az épület mellett húzódik. A 17. században épült kastély Gavranić-házként is ismert. A közelmúltban a nyaraló épületében végrehajtott beavatkozások megtartották a lakás célú rendeltetését. A horvátországi háborúban bekövetkezett jelentős károk után újjá kellett építeni.

- Védett épület a Kusinovo-ház.[7] A szerényebb méretű házat a 15. század végén és a 16. század elején építették. A későbbi átépítések és a telek területcsökkenése ellenére a minőségi építészeti elemekkel díszített homlokzattal rendelkező kőház a dubrovniki lakóépületek stílusát és morfológiai jellemzőit mutatja.

## Gazdaság
A helyi lakosság legnagyobb része turizmussal, vendéglátással, kisebb mértékben halászattal foglalkozik. A településen élelmiszerraktár és egy nagyobb autószerviz működik.